# Нојенкирхен (Риген)
Нојенкирхен (њем. Neuenkirchen) општина је у њемачкој савезној држави Мекленбург-Западна Померанија. Једно је од 42 општинска средишта округа Риген. Према процјени из 2010. у општини је живјело 325 становника. Посједује регионалну шифру (AGS) 13061024.

## Географски и демографски подаци
Нојенкирхен се налази у савезној држави Мекленбург-Западна Померанија у округу Риген. Општина се налази на надморској висини од 3 метра. Површина општине износи 22,9 km². У самом мјесту је, према процјени из 2010. године, живјело 325 становника. Просјечна густина становништва износи 14 становника/km².